# 420'erne f.Kr.
Århundreder: 6. århundrede f.Kr. – 5. århundrede f.Kr. – 4. århundrede f.Kr.
Årtier: 470'erne f.Kr. 460'erne f.Kr. 450'erne f.Kr. 440'erne f.Kr. 430'erne f.Kr. – 420'erne f.Kr. – 410'erne f.Kr. 400'erne f.Kr. 390'erne f.Kr. 380'erne f.Kr. 370'erne f.Kr.
År: 429 f.Kr. 428 f.Kr. 427 f.Kr. 426 f.Kr. 425 f.Kr. 424 f.Kr. 423 f.Kr. 422 f.Kr. 421 f.Kr. 420 f.Kr.